# Waga, arubeki Basho
Waga, arubeki Basho (我、在ルベキ場所 , övers. Min rätta plats?) är den sjätte singeln av det japanska rockbandet MUCC. Den blev bandets stora genombrott på den japanska rockscenen och släpptes i tre olika versioner: typ A, B och C. "A type" såldes enbart under de sex konserterna i promotionturnén "Tsuyu no Tour ~arubeki Basho~", med början den 20 maj, och innehöll en bonus-DVD. Typ B och C släpptes i butikerna en dag senare, den 21 maj, och innehöll var sitt bonusspår. "C type" var den version som sålde bäst under den första försäljningsveckan och hamnade på plats 40 försäljningstoppen, typ B kom på plats 60. Typ C markerar också slutet på MUCC:s indieperiod då den och efterföljande skivsläpp distribueras av Universal Music. 

## Låtlista
1. "Waga, arubeki Basho" (我、在ルベキ場所)
2. "Hakanakutomo" (儚くとも)
3. "Ieji (3 piece ver. (Saikouchiku))" (家路(3ピースVer.(再構築)))*
"Shougyou shisoukyoujidai Koushikyoku (70's ver.)" (商業思想狂時代考偲曲(70's ver.))°

* Endast på typ B
° Endast på typ C

### Bonus-DVD
Endast med typ A

"Daikirai" (大嫌い)